# Moorsiedlung Hunte 1

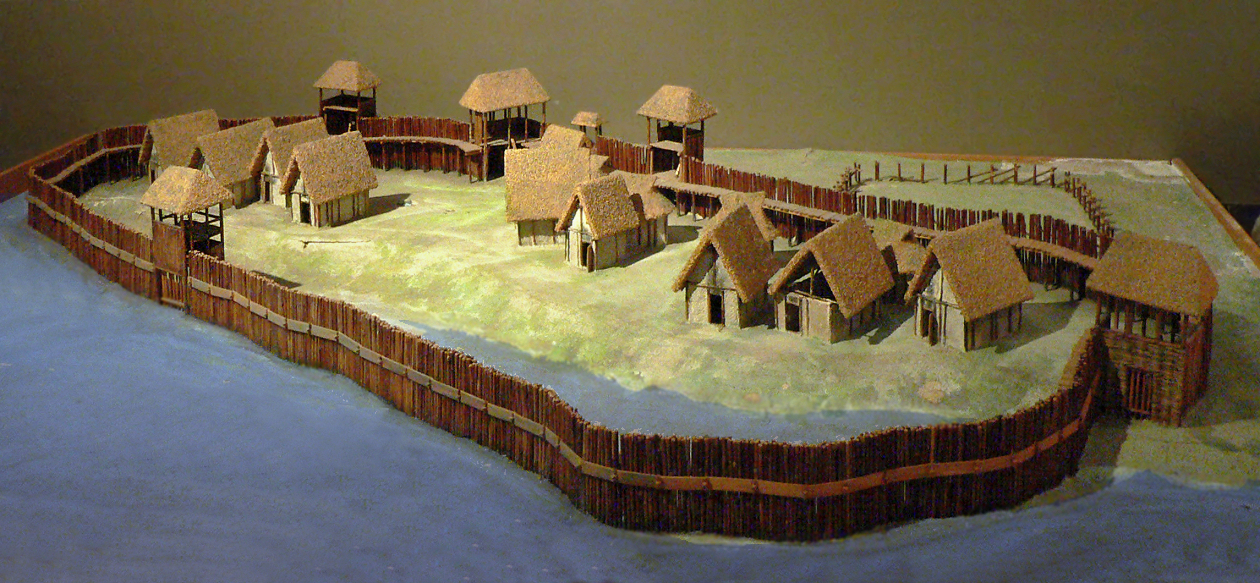
Modell der Siedlung am Ufer der Hunte als freie Rekonstruktion nach Ausgrabungsplänen des Archäologen Hans Reinerth

Die Moorsiedlung Hunte 1 ist ein archäologischer Fundplatz aus der Jungsteinzeit bei Lembruch in Niedersachsen. Sie war eine Feuchtbodensiedlung mit den Ausmaßen von 120 × 75 Meter, die ovalförmig von einer Palisade umgeben war. Die Siedlung lag auf der Nordseite des Dümmers am Ufer der Hunte. Sie ist um 3200 v. Chr. entstanden und war bis etwa 2000 v. Chr. bewohnt.

## Lage und Umwelt

### Heute

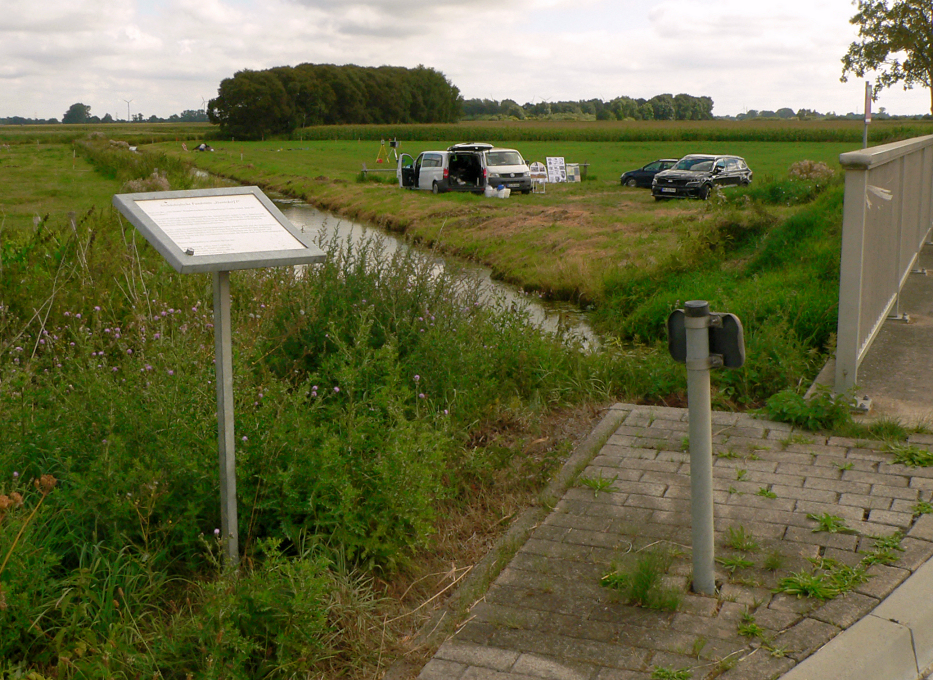
Infotafel an der Straßenbrücke über die Hunte mit Blick auf den Fundplatz bei Ausgrabungsarbeiten

Der Fundplatz liegt innerhalb des Naturschutzgebietes Huntebruch und Huntebruchwiesen im Dümmerbecken, einem Teil der Diepholzer Moorniederung. Vom heutigen Nordufer des Dümmers ist der Fundplatz etwa 800 Meter entfernt. Er befindet sich auf einer Feuchtwiese nördlich der Landesstraße L 853 zwischen Lembruch und Dümmerlohausen in Höhe der Straßenbrücke über die Hunte. Nach einer Verlegung des Gewässers in den 1930er Jahren durchschneidet es heute den Siedlungsplatz. Neben der Brücke über die Hunte steht eine Informationstafel, die auf die frühere steinzeitliche Siedlung und ihre Ausgrabung hinweist. Der feuchte Standort, der eine landwirtschaftliche Nutzung weitgehend einschränkte, schuf günstige Erhaltungsbedingungen. Der Untergrund besteht unterhalb einer Tiefe von etwa 1,8 Meter aus Tal- und Schwemmsanden. Darauf liegt eine 50 cm mächtige Sedimentschicht aus Seekreide als tonig-kalkhaltige Ablagerung des Dümmers auf, der eine 20 cm mächtige Schicht aus Torfmudde folgt. Ab einem Meter Tiefe beginnt Bruchwaldtorf, auf dem die Siedlung stand.

### Steinzeit
Der Siedlungsplatz lag unweit des Dümmers auf einer kleinen Erhöhung, die eine Insel im oder eine Halbinsel am Gewässer der Hunte war. Laut dem Niedersächsischen Landesamt für Denkmalpflege war die Gegend um den Dümmer während der Steinzeit ein „Hotspot der Besiedlung“, in der sich die späten Jäger und Sammler der Mittelsteinzeit sowie die ersten Bauern und Viehzüchter der Jungsteinzeit niederließen. Die Gegend mit unterschiedlichen Biotopen, wie See, Seeufer mit Schilfzonen, Fluss und Bruchwald, gewährte ein breites Nahrungsangebot und war ein bevorzugtes Areal für Siedel- und Lagerplätze. Fischfang war mit dem Einbaum auf den Flüssen ebenso wie auf dem See möglich. Zudem konnte in den nahen Wäldern die Jagd auf Wild und in den Feuchtgebieten die Jagd auf Wasservögel ausgeübt werden.
Unweit des Fundplatzes Hunte 1 sind am Fluss weitere Fundstellen von steinzeitlichen Siedlungen bekannt, die bisher mit unterschiedlicher Intensität archäologisch untersucht worden sind. Sie sind als Hunte 2, Hunte 3 und Hunte 4 benannt.

## Siedlungsstruktur

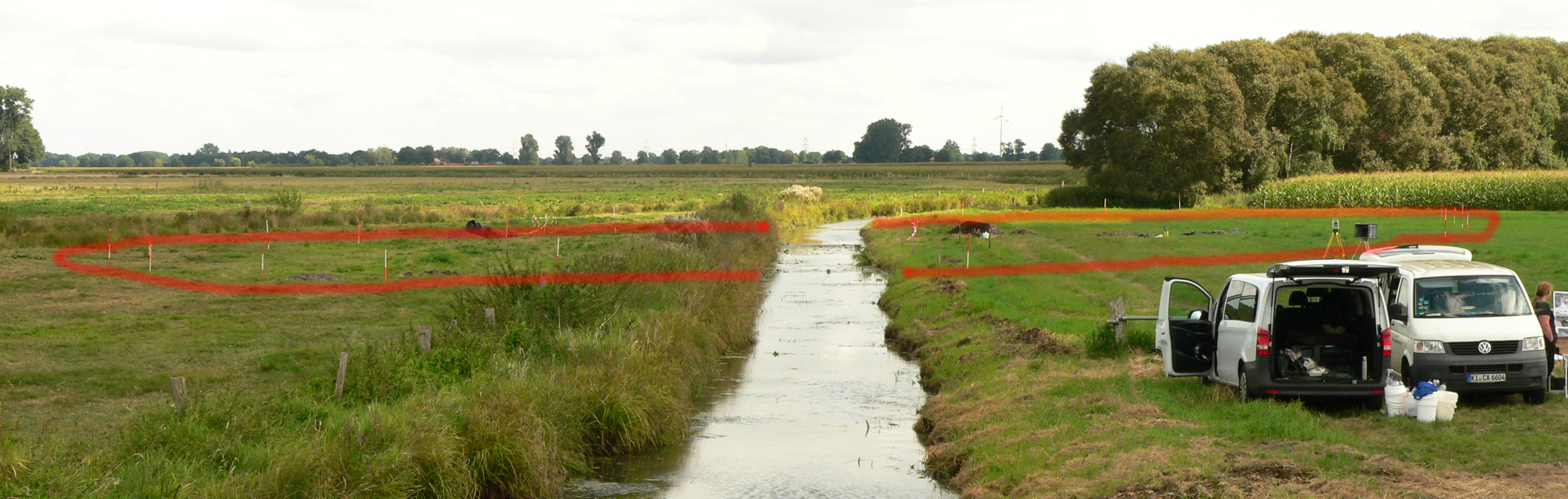
Früherer Siedlungsbereich mit weiß-roten Markierungsstäben gekennzeichnet, durch Bildbearbeitung mit roter Linie verbunden. Die Hunte durchschneidet den Siedlungsplatz seit ihrer Verlegung in den 1930er Jahren.

Bei Ausgrabungen in den Jahren 1938 bis 1940 wurden die Grundrisse von 24 Holzgebäuden freigelegt. Aufgrund ihrer geringen Größe zwischen 12 und 25 m² Grundfläche sind sie eher als Hütten zu bezeichnen. Größer war ein Gebäude von 11 × 4,5 Meter, das eine Fläche von fast 50 m² hatte, während zwei weitere je 41 m² groß waren. In fast allen Gebäuden fanden sich eine oder mehrere Feuerstellen im Boden. Zum Teil überlagerten sich die Bauten, so dass sie nicht alle gleichzeitig bestanden haben. In der Siedlungsfläche fanden sich 10 Siedlungsgruben. Eine palisadenähnliche Pfosteneinfriedung mit Tordurchlässen und Anbauten umgab die Siedlung. Sie könnte auch im Wasserbereich der Hunte bestanden und einen Hafen gebildet haben.

## Fundmaterial
Die Ausgrabungen zwischen 1938 und 1940 führten zu fast 40.000 Fundstücken, darunter rund 25.000 Artefakte aus Feuerstein und ca. 7000 Tierknochen. Bei den übrigen Fundstücken handelt es sich um mehrere tausend Keramikscherben und einige hundert Objekte aus  Geweih, Bernstein und Holz, wie Flintbeile, Felssteinäxte und Mahlsteine. Durch die Lage im ständig wassergesättigten Niedermoor mit günstigen Erhaltungsbedingungen für organisches Material haben sich viele Fundstücke erhalten. Es wurden 30 menschliche Skelettreste gefunden, darunter 14 Fragmente von Schädeln. An einem Schädel ist eine Trepanation in Schabetechnik zu erkennen, die das Individuum wahrscheinlich überlebte. Von zwei Schädeln wurde der Gesichtsschädel vom übrigen Schädel abgetrennt, was auf eine Verwendung als Schädelmaske deutet.
Eine Reihe weitere Fundstücke wurde bei einer Forschungsgrabung von 2022 geborgen.

Fundstücke der Ausgrabung von 2022
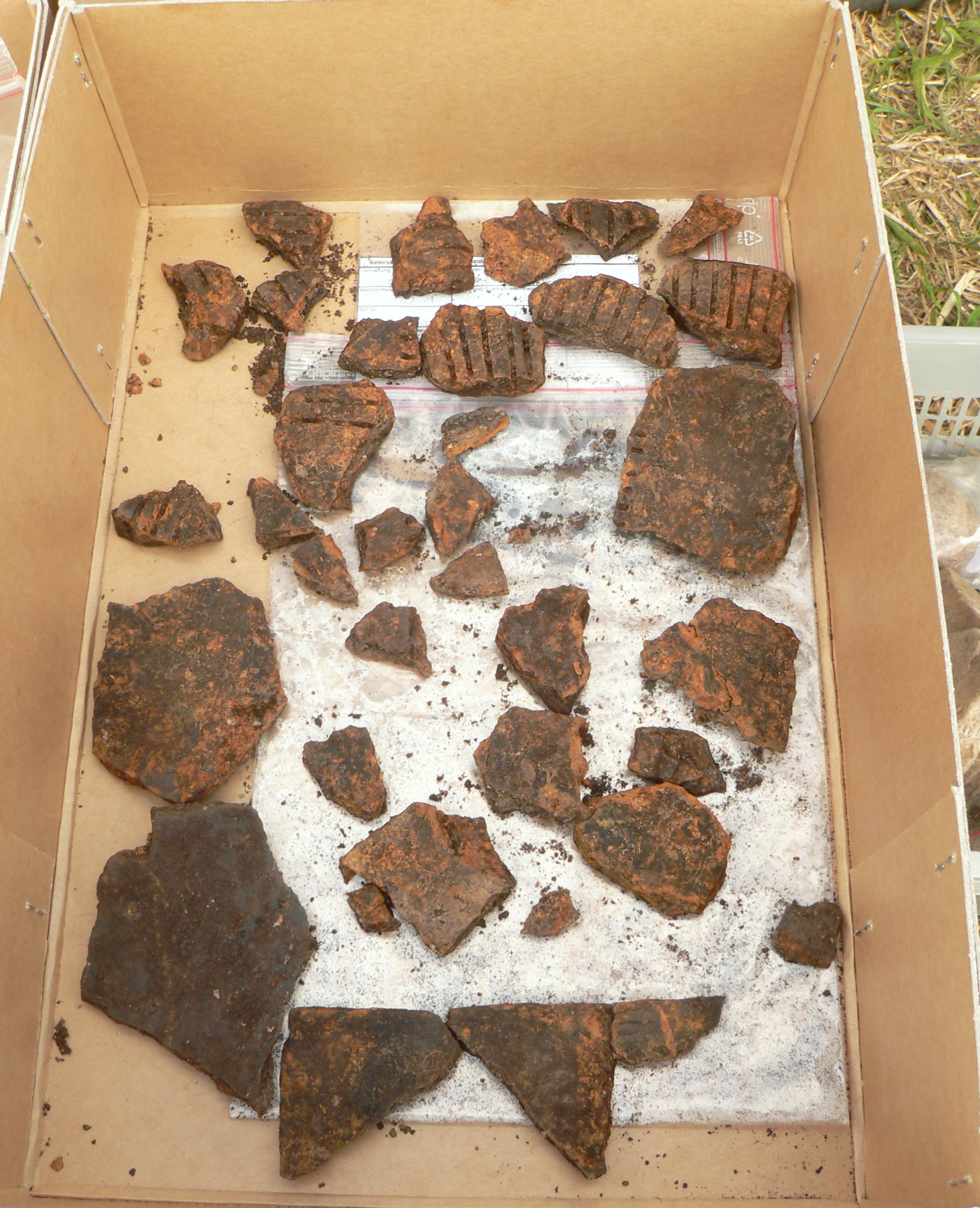
Keramikfragmente, zum Teil mit Verzierungen
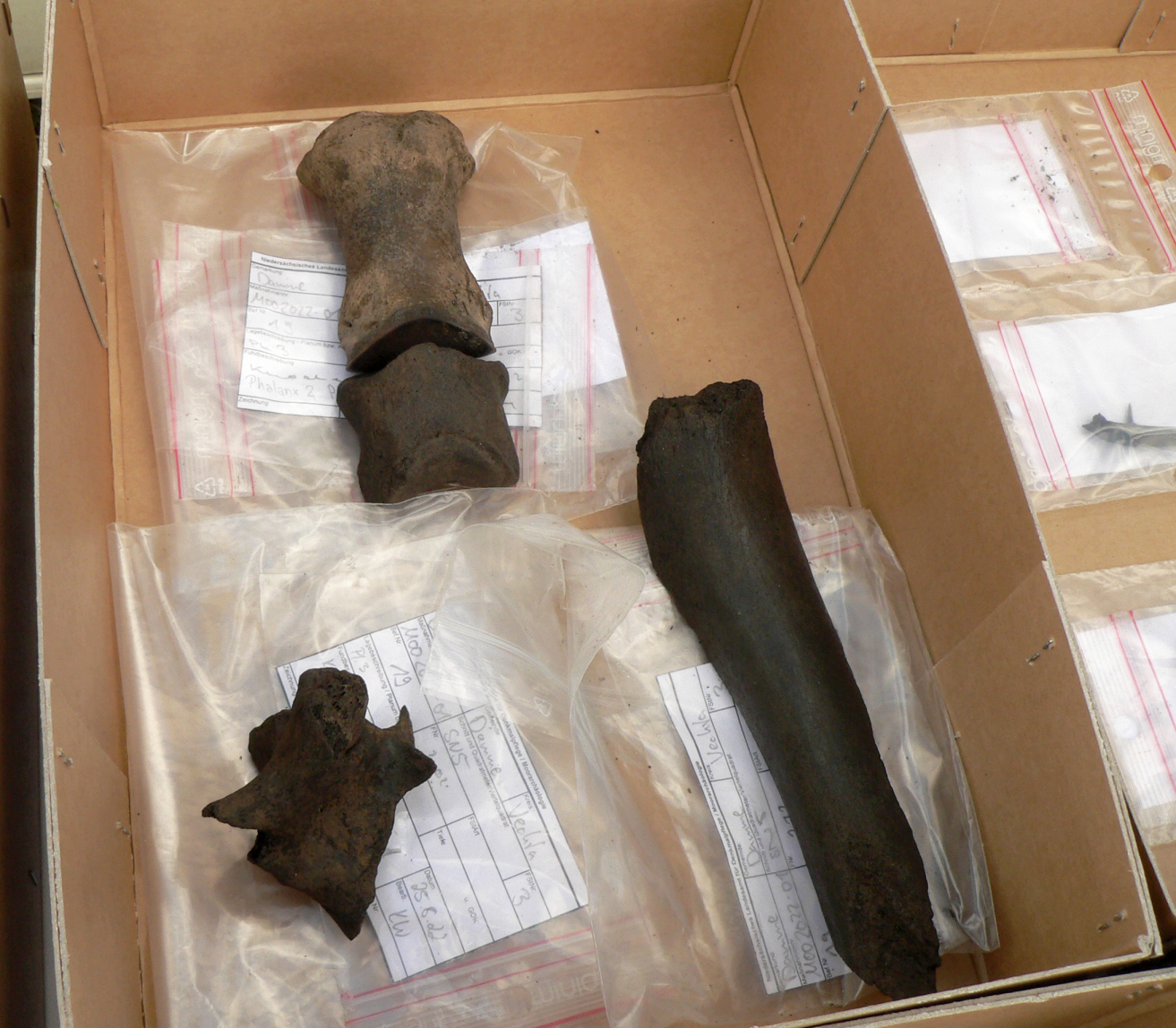
Tierknochen
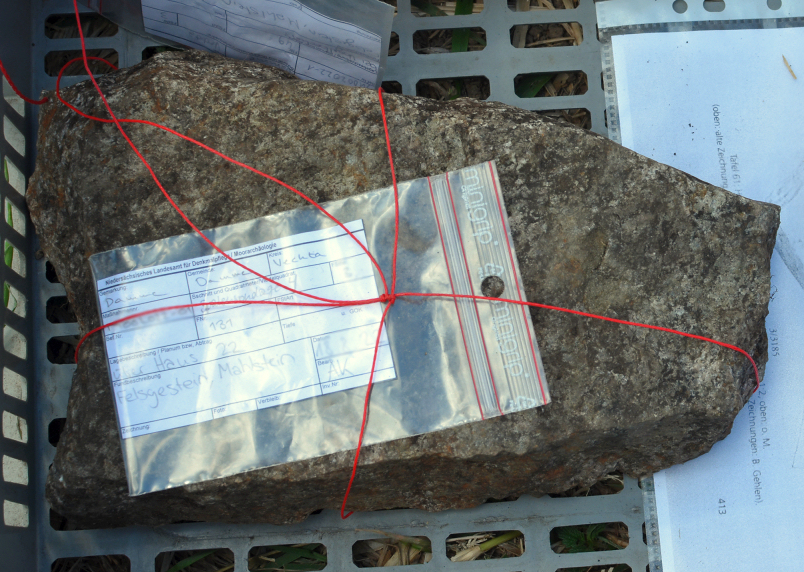
Mahlstein

## Datierung
Nach den durch die Auswertung des Fundmaterials, insbesondere der Keramikgefäße, erlangten Erkenntnissen wurde die Siedlung um 3200 v. Chr. von Angehörigen der Trichterbecherkultur gegründet. Danach schloss sich um 2800 v. Chr. eine Nutzung durch Menschen aus der Einzelgrabkultur als Teil der Schnurkeramik an. Dendrochronologische Untersuchungen an Holzproben der Palisade datierten sie auf die Zeit um 2800 v. Chr. Ein ähnliches Datum ergaben Untersuchungen an den Hölzern der Gebäude. Später lebten Angehörige der Glockenbecherkultur ab etwa 2500 v. Chr. in der Siedlung, die bis in die frühe Bronzezeit um 2000 v. Chr. bewohnt war. In der rund 1300 Jahre andauernden Nutzung der Siedlung kam es infolge veränderter Umweltbedingungen phasenweise zu einer Aufgabe. Die Forscher nehmen an, dass Überschwemmungen letztlich zur Aufgabe des Siedlungsplatzes führten.

## Forschungsgeschichte

### 1932 bis 1940
Der Fundplatz wurde erstmals 1932 bei Ausbaggerungen zur Begradigung der Hunte bemerkt. Bauarbeiter verkauften die archäologischen Fundstücke und meldeten sie nicht den Behörden. 1934 fand ein Landmesser in dem Bereich Scherben und Tierknochen. Da er den Fundplatz durch den geplanten Ausbau der Hunte gefährdet sah, meldete er seine Funde dem Heimatpfleger des Kreises Diepholz, der das Landesmuseum Hannover davon informierte. 1935 konnte der Heimatpfleger von Bauarbeitern zahlreiche Fundstücke aufkaufen. Darunter war eine Geweihhacke, die die Diepholzer Kreisfrauenschaft zum Erntedankfest Reichskanzler Adolf Hitler als Geschenk übersandte.
Als der Leiter des Oldenburger Museums für Naturkunde und Vorgeschichte Kai Michaelsen von dem Fundplatz Kenntnis erhalten hatte, schlug er 1936 Karl Hermann Jacob-Friesen als Leiter des Landesmuseums Hannover eine Ausgrabung vor. Der Fundbereich lag auf dem Gebiet des hannoverschen Regierungspräsidenten im Grenzgebiet zum Oldenburger Gebiet, so dass das Landesmuseum Hannover für eine Ausgrabung zuständig gewesen wäre. Jacob-Friesen lehnte sie wegen anderer eilbedürftigerer Ausgrabungsvorhaben ab. 1937 zog Kai Michaelsen den Archäologen Hans Reinerth hinzu. Der war Leiter des Reichsamtes für Vorgeschichte sowie des Reichsbundes für Deutsche Vorgeschichte und  galt wegen seiner politisch-ideologischen Verflechtung mit dem NS-Regime in Fachkreisen als umstritten. Reinerth verfügte über archäologische Erfahrungen bei prähistorischen Feuchtbodensiedlungen, die er in Südwestdeutschland untersucht hatte. Nun wollte er am Dümmer im „Kernland der nordischen Rasse und Kultur“ derartige Siedlungen erforschen. 1938 begann Kai Michaelsen mit Prospektionen auf dem Fundplatz in Gegenwart von Hans Reinerth. Da Michaelsen als Oldenburger ohne Genehmigung auf hannoverschem Gebiet tätig geworden war, schritt die Polizei ein und beschlagnahmte die ersten Funde. Noch vor der Ausgrabung kam es zu einer Auseinandersetzung zwischen Alfred Rosenberg als Leiter des Amtes Rosenberg und Heinrich Himmler als Reichsführer SS. Rosenberg vermutete, dass Himmler durch die SS-Organisation Ahnenerbe eine Grabung vornehmen wollte, während sie durch Prospektionen von Hans Reinerth als einem Angehörigen seines Amtes quasi schon begonnen hatte. Reinerth führte die Ausgrabungen schließlich in drei Grabungskampagnen zwischen 1938 und 1940 durch. Sie erstreckten sich auf eine Fläche von 4900 m², wodurch die Siedlung fast vollständig aufgedeckt wurde. Die Erdmassen transportierte eine Feldbahn mit Kipploren. Zum Abpumpen des Grundwassers wurden Motorpumpen eingesetzt. Die Grabungsarbeiten führten Studenten sowie wissenschaftliche Assistenten aus Berlin, Hilfsarbeiter, freiwillige Helfer, Schulklassen und Landjahr-Jungen aus. 1940 kamen außerdem französische Kriegsgefangene zum Einsatz. Die Grabungsmannschaft bestand zeitweise aus 50 Personen.
Die von Hans Reinerth angewendete Grabungstechnik ohne getrennte Funderfassung in den Fundschichten entspricht nicht dem heutigen Standard. Dennoch weisen seine Aufzeichnungen für die damalige Zeit eine hohe Dokumentationsqualität auf. Reinerths Interpretation der Grabungsergebnisse war jedoch durch sein völkisches Geschichtsbild im Sinne des Nationalsozialismus stark ideologisch geprägt. 1939 meinte er anhand der jungsteinzeitlichen Hausreste am Dümmer wie auch am Federsee den urgermanischen Typ eines angeblichen „rechteckigen nordischen Hauses“ erkannt zu haben, das angeblich Vorbild für Bauten in Troja und für griechische Tempel gewesen sei.
Während der Grabungskampagne 1938 hatten der oldenburgische Ministerpräsident Georg Joel sowie der oldenburgische Kultusminister Julius Pauly die Ausgrabung besichtigt. Neben dem erwähnten nordischen Urhaus betrachtete man die Entdeckung eines steinzeitlichen Brunnens als bedeutenden Fund. Der Zoologe Richard Vogel stellte anhand der von ihm untersuchten Tierknochen fest, dass bereits die Zucht von Islandpferden betrieben wurde, die bedeutender als die Rinderzucht war. Daher glaubte man, die „Urheimat der europäischen Pferdezucht“ gefunden zu haben. Man ging davon aus, die Siedlung habe infolge einer Hochwasserkatastrophe am Ende der „jüngeren Steinzeit“ aufgegeben werden müssen.

### 1941 bis 2007
Nach Abschluss der Grabungen kam es wegen des Zweiten Weltkriegs zu keiner Veröffentlichung der Grabungsergebnisse, obwohl sie von Hans Reinerth geplant war. Die Grabungsdokumentation und die Fundstücke gelangten während des Krieges, unter anderem durch Evakuierungen, verteilt an mehrere Orte oder blieben im persönlichen Besitz von Reinerth. Teilweise kam es zu kriegsbedingten Verlusten. Einige Funde gingen an das Landesmuseum Hannover, wo sie für Hans Reinerth bis 1975 zur Aufarbeitung bereit lagen; zu dieser Aufarbeitung kam es jedoch nicht.
Von 2000 bis 2002 führte das Landesmuseum Hannover ein vom Niedersächsischen Ministerium für Wissenschaft und Kultur gefördertes Forschungsprojekt zur Aufarbeitung der Altgrabungen aus den Jahren 1938 bis 1940 durch. Dabei wurden die verstreuten Unterlagen und Funde, unter anderem aus dem Nachlass des inzwischen verstorbenen Hans Reinerth, zusammengeführt und unter Beteiligung zahlreicher Wissenschaftler ausgewertet. Die Ergebnisse wurden 2007 in einer Monographie veröffentlicht.

### 2022

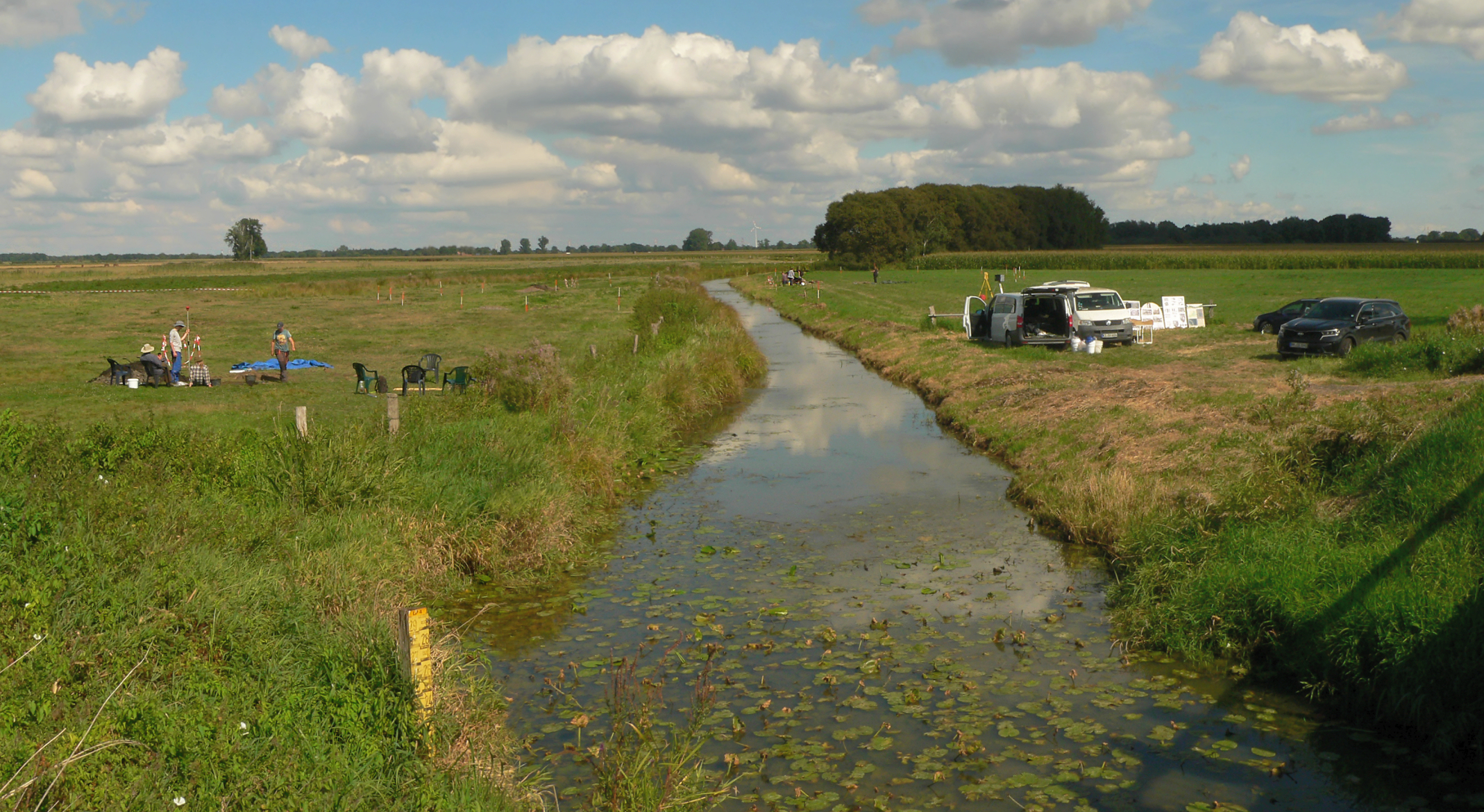
Ausgrabungsarbeiten auf dem Fundplatz beidseitig der Hunte, 2022

Im Rahmen eines Kooperationsprojektes zwischen dem Niedersächsischen Landesamt für Denkmalpflege und der Universität Kiel erfolgte im Jahr 2022 nach vorangegangenen Prospektionen eine Forschungsgrabung auf dem Fundplatz. Die Untersuchungen waren Teil eines Forschungsprogramms des Sonderforschungsbereichs 1266 an der Universität Kiel zu neolithischen Transformationsprozessen in der nordmitteleuropäischen Tiefebene. Die Forscher wollten durch interdisziplinäre naturwissenschaftliche Untersuchungen neue Erkenntnisse zu den Lebens- und Umweltverhältnissen der damaligen Bewohner der Siedlung erlangen. Da die Einmessungsunterlagen der Altgrabung von 1938 bis 1940 verloren gegangen waren, legten die Forscher zunächst kleinere Grabungsschnitte zur Lokalisierung der Siedlung an. Ein Schnitt führte zum Auffinden von Palisadenpfählen, die noch im Boden steckten. An anderer Stelle außerhalb der Siedlung wurden weitere Holzpfähle eines möglichen zweiten Palisadenrings entdeckt. Eine vorherige Untersuchung mittels Georadar hatte dort bauliche Strukturen im Untergrund aufgezeigt. Die Entdeckung führte zur Vermutung, dass die Siedlung möglicherweise größer war als vorher angenommen.

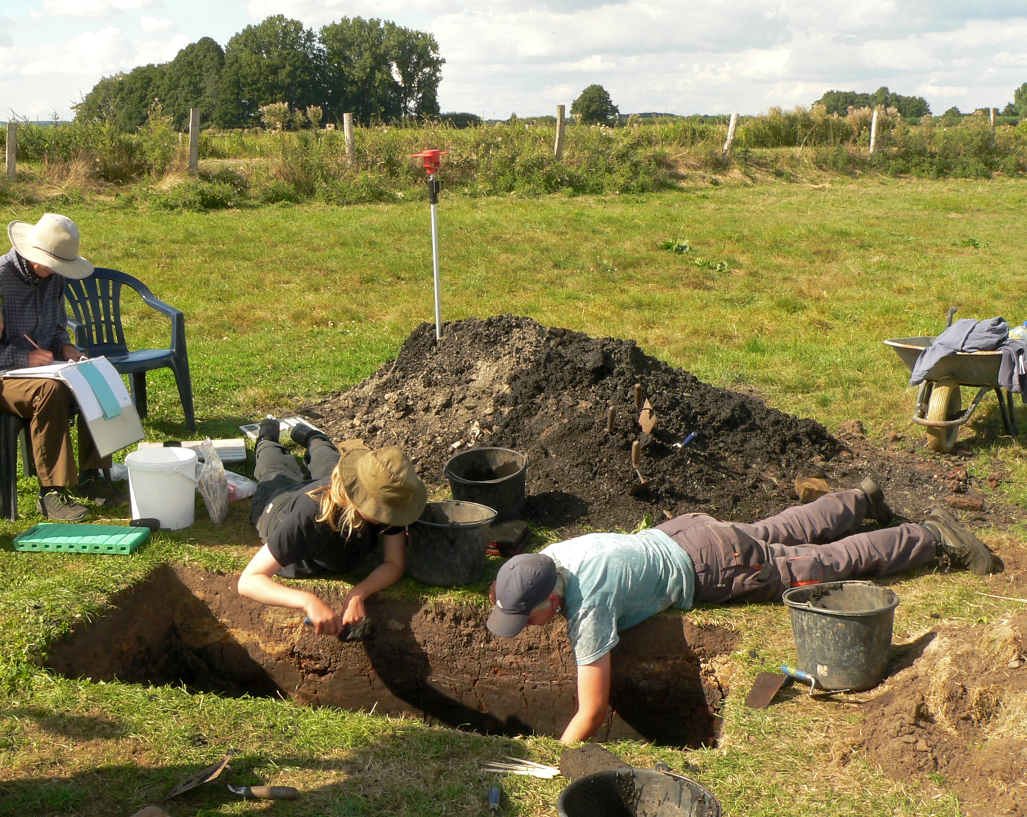
Arbeiten an einem Grabungsschnitt
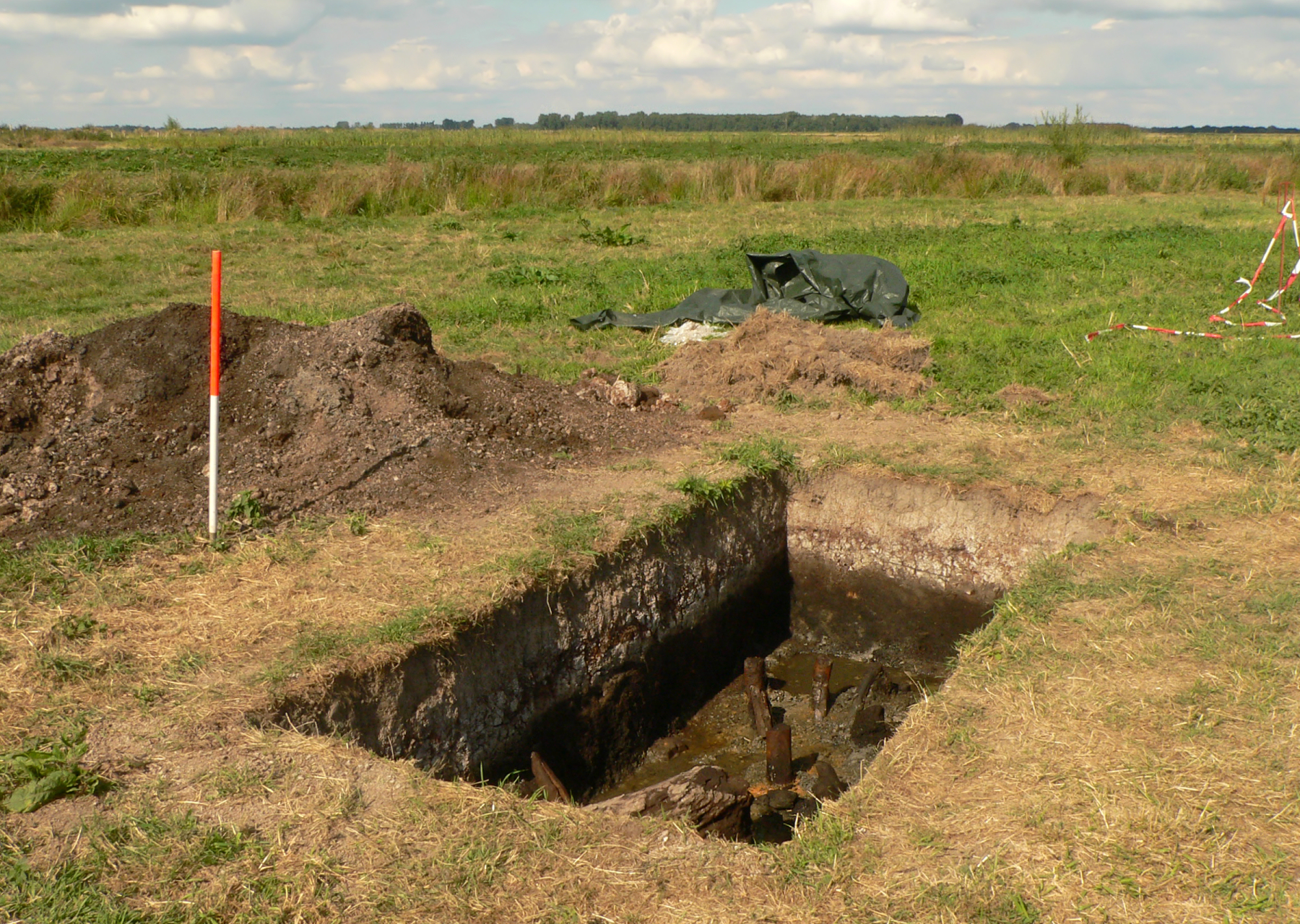
Ein weiterer Grabungsschnitt mit freigelegten Palisadenpfählen
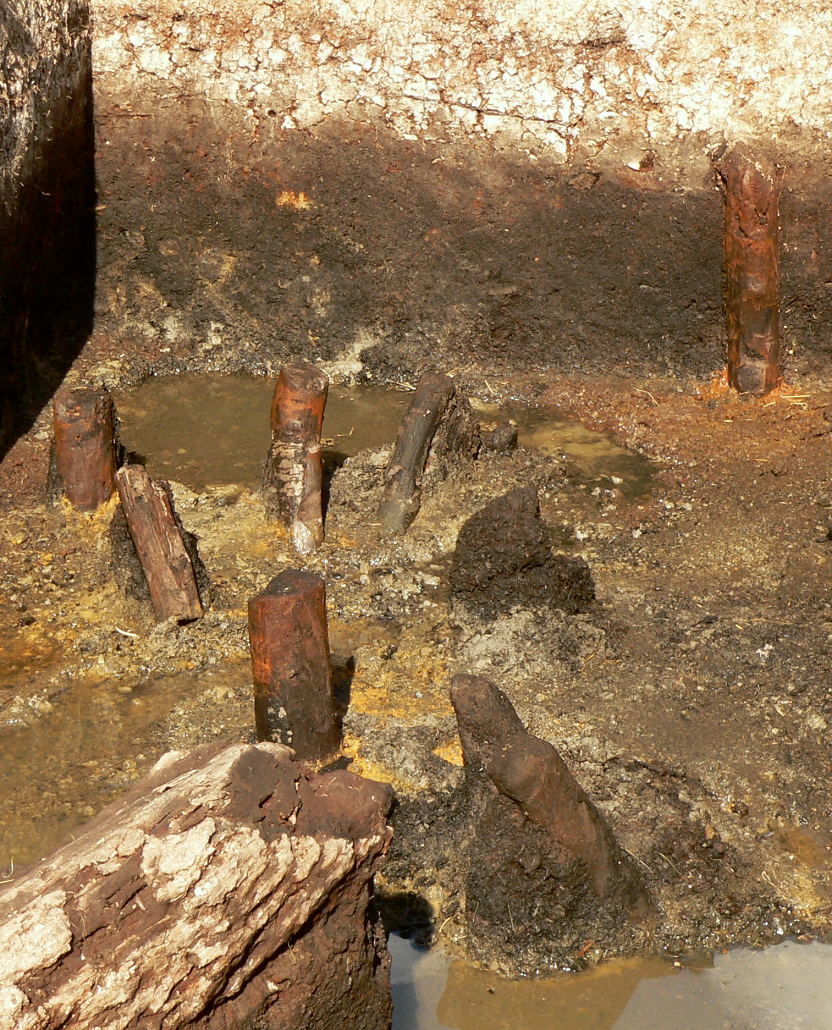
Im Boden steckende Palisadenreste

## Bedeutung
Nach Einschätzung der Forscher zeigt der Fundplatz das hohe archäologische Potenzial von prähistorischen Feuchtbodenfundplätzen in der Niederung des Dümmers. Aus der Literatur sind dort 10 derartige Siedlungsplätze bekannt. Ihre Zahl wird aufgrund von Lesefunden in jüngerer Zeit auf ein Vielfaches geschätzt. Die Forscher sehen wegen der guten Erhaltungsbedingungen im feuchten Untergrund diese Fundplätze als archäologische und umweltgeschichtliche Archive ersten Ranges an. Jedoch haben sich die Erhaltungsbedingungen in den letzten Jahrzehnten verschlechtert. Bei einer archäologischen Untersuchung des Fundplatzes Hunte 3 im Jahr 2016 wurde festgestellt, dass sich durch Beackerung die schützende Deckschicht über der Fundschicht innerhalb von rund 80 Jahren um 40 cm verringert hat. Dadurch verlor die Fundschicht durch Austrocknung einen Großteil ihrer organischen Substanz.
Neben der Dümmerregion bestehen für Forschungen in Feuchtböden gute Erhaltungsbedingungen in Süddeutschland am Federsee sowie am Ufer des Bodensees und in Seen in der Schweiz.

## Sonstiges

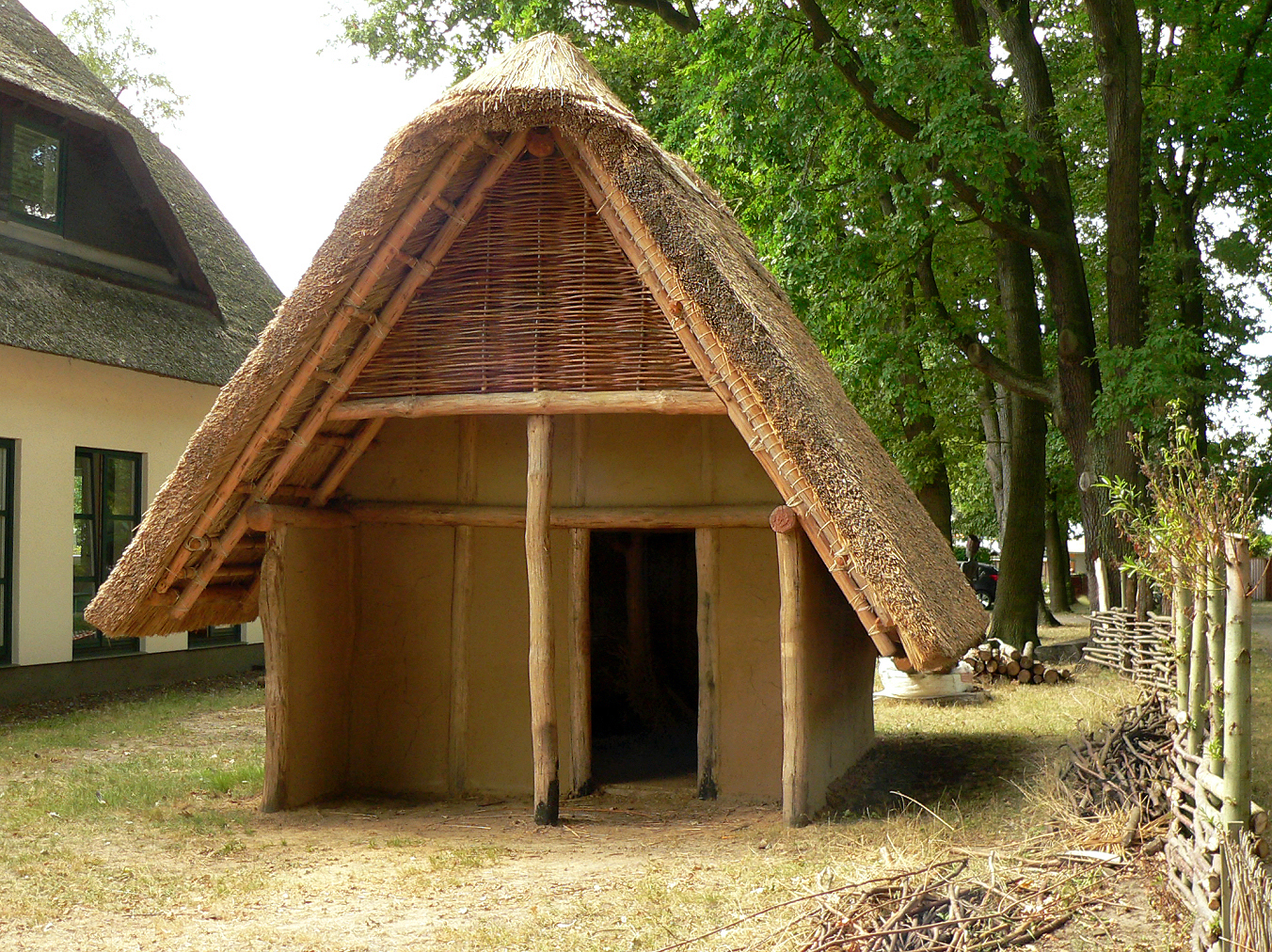
Das rekonstruierte jungsteinzeitliche Haus neben dem Dümmer-Museum

2021 wurde neben dem Dümmer-Museum in Lembruch ein jungsteinzeitliches Haus errichtet. Es entstand auf Grundlage der Befunde in der Moorsiedlung Hunte 1 und wurde mit den vor rund 5000 Jahren üblichen Techniken errichtet.